# مجيد أباد (دابوي الجنوبي)
مجید أباد (بالفارسية: مجیدآباد) هي قرية تقع في إيران في قسم دابوي الجنوبی الريفي. يقدر عدد سكانها بـ 60 نسمة بحسب إحصاء 2016.